# Кёч, Рут

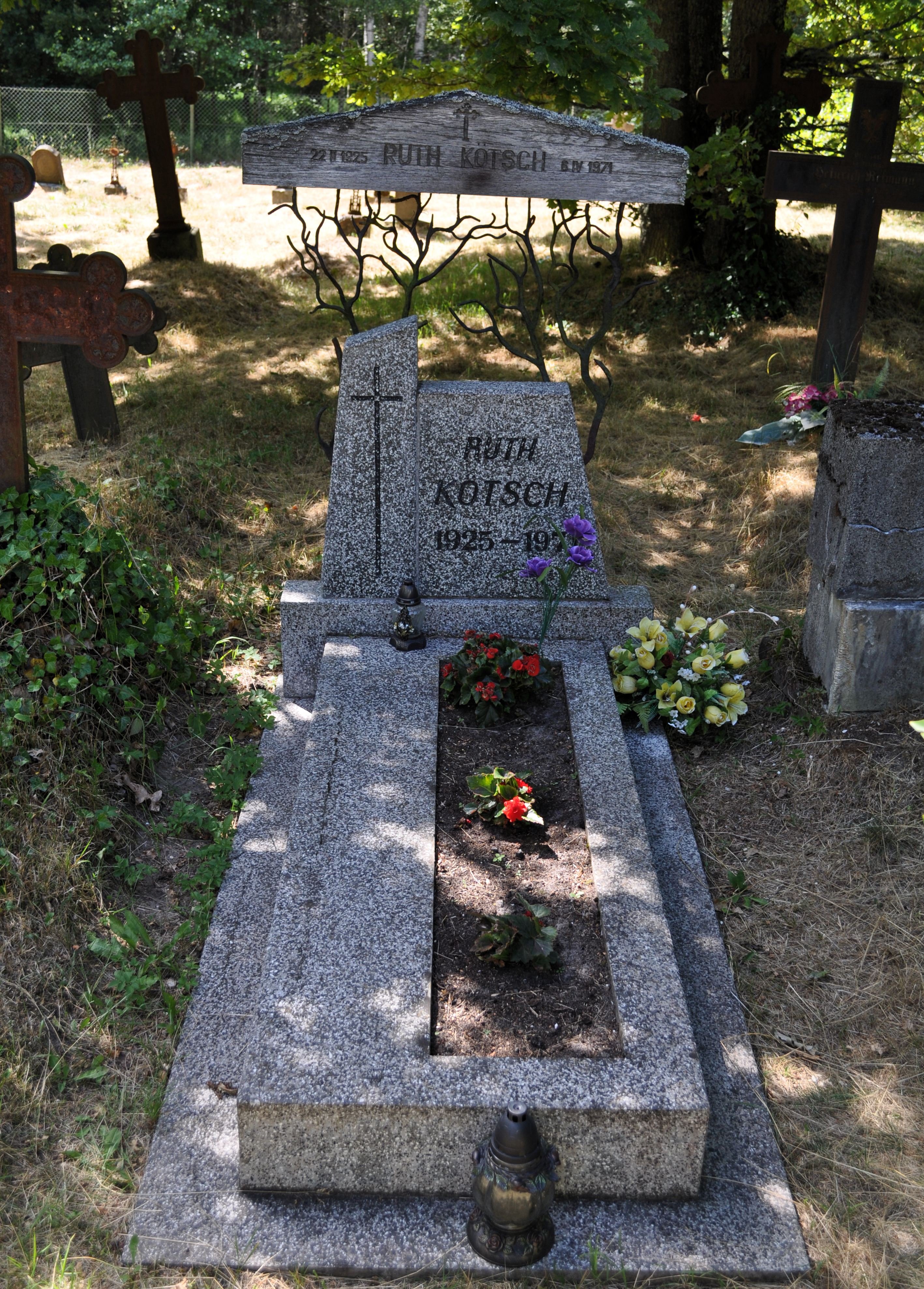
Могила Рут Кёч на Словинском кладбище

Рут Кёч (нем. Ruth Kötsch, 22 февраля 1925, Клюки (гмина Смолдзино), Померания, Веймарская республика — 6 апреля 1971, Клюки, Смолдзино, Слупский повят, Поморское воеводство, Польша) — словинская общественная деятельница, занимавшаяся в XX веке просветительской деятельностью в Польше среди словинцев.

## Биография
Рут Кёч родилась 22 февраля 1925 года в семье онемеченных словинцев. Окончила немецкую среднюю школу в деревне Клюки. После 1945 года, когда Восточная Пруссия была присоединена в Польше, Рут Кёч стала единственной представительницей автохтонного словинского населения деревни Клюки, которая стала сотрудничать с польскими властями. Она принимала активное участие в так называемых курсах реполонизации и в организации социальной и культурной жизни деревни.
Благодаря её деятельности общественная организация «Польский западный союз» выступила в защиту культурной автономии словинцев. В результате жители деревни Клюки получили значительную материальную помощь и право на самоуправление. Рут Кёч была назначена солтысом деревни Клюки вместо польскоязычного предшественника. Она находилась на должности солтыса с 1950 по 1953 гг.
Рут Кёч прилагала значительные усилия по интеграции словинцев в польскоязычное общество. Несмотря на её деятельность, жители деревни отказывались переходить на польский язык, считая себя немцами.
Чтобы экономически поддержать жителей деревни, Рут Кёч организовывала народные промыслы (вышивание).
Сотрудничество Рут Кёч с польскими властями подвергало её остракизму со стороны односельчан. Несмотря на отвержение её инициатив, Рут Кёч продолжала свою деятельность, в частности она организовала в 1963 году музей под открытым небом «Словинская деревня», став его первым заведующим.
Рут Кёч умерла в 1971 году, как раз в тот момент, когда началась массовая эмиграция словинцев в Германию.
Рут Кёч была похоронена на кладбище в деревни Клюки, которое сегодня считается историческим памятником.

## Источник
- Hieronim Rybicki, Kluki. Zarys Dziejów, Słupsk 2003.